# Bam
Bam er en by i den iranske provins Kerman. Byen var tidligere et stort handelssted på Silkevejen. En af verdens største bygninger af ler fæstningen
Arg-e Bam ligger i byen.
Fæstningen blev stærkt beskadiget under et stort jordskælv i december 2003 . Før jordskælvet, som blev målt til 6,6 på richterskalaen, var befolkningstallet cirka 79.000 (sidste kendte folketælling, det reelle befolkningstal menes at have været større). Under jordskælvet omkom 41.000 (officielt tal januar 2004) og 90% af alle bygninger, hovedparten bygget af ler, faldt sammen.
Bam og dets kulturlandskab blev i 2004 indskrevet på UNESCOs lister over Verdensarv.